# Tramedaigas
Tramedaigas (en francès Tramezaïgues o també Tramezaygues) és un municipi francès del department dels Alts Pirineus, a la regió d'Occitània. Limita al nord amb Cadelha e Trashèrra, a l'est amb Sent Lari e Sola, a l'oest amb Aranhoet i al sud amb Bielsa.

## Demografia
| 1962                                       | 1968 | 1975 | 1982 | 1990 | 1999 | 2007 |
| ------------------------------------------ | ---- | ---- | ---- | ---- | ---- | ---- |
| 71                                         | 52   | 38   | 33   | 27   | 30   | 32   |
| Des de 1962: població sense dobles comptes |      |      |      |      |      |      |

## Administració
| Període | Identitat       | Partit |
| ------- | --------------- | ------ |
| 2001-   | Gérard Palasset |        |